# Axinyssa mertoni
Axinyssa mertoni är en svampdjursart som först beskrevs av Ernst Hentschel 1912.  Axinyssa mertoni ingår i släktet Axinyssa och familjen Halichondriidae. Inga underarter finns listade i Catalogue of Life.